# 阿納斯塔西夫卡 (諾維布格區)
47°43′4″N 32°41′13″E / 47.71778°N 32.68694°E
阿納斯塔西夫卡（烏克蘭語：Анастасівка），是烏克蘭南部的村莊，隸屬尼古拉耶夫州的巴什坦卡區。該村面積0.58平方公里，海拔高度104米，2001年人口194。